# ذروة شعب مرجاني
ذروة شعب مرجاني بالانجليزية (reef knoll) وهي الأرض التي تتكون من كومة كبيرة من المواد الجيرية التي تراكمت على قاع البحر القديم أي الموجود سابقا. وفي وقت تراكمها قد يكون لديها بنية كافية من الكائنات الحية مثل الاسفنج ليكون قائما بذاته حيث تصمد المواد المتراكمة أمام التيارات البحرية ومن المرجح أن تتكون جزيرة بركانية. ومن المرجح أن بقايا البركان في المياه العميقة يجعلها مليئة بالأحافير.

## أمثلة
وتشمل الأمثلة على حدود ديربيشاير وستافوردشايروثورب كلاود وبانستر هيل جنوب دوفيدال وكذلك كروم هيل وباركوس هيل الواقعة بالطرف الشمالي، وهذه الهياكل غالبا ما تكون أكثر وضوحا حيث الصخور المحيطة أكثر ليونة بحيث تتاكل أولا وجميع أمثلة دير بشاير تقع على حافة مناطق الحجر الجيري، ويكمن في كروم وبارهوس أن الانقسام بين الحجر الجيري والصخر الزيتي أكثر سهولة.
أمثلة في يوركشاير ديلز.

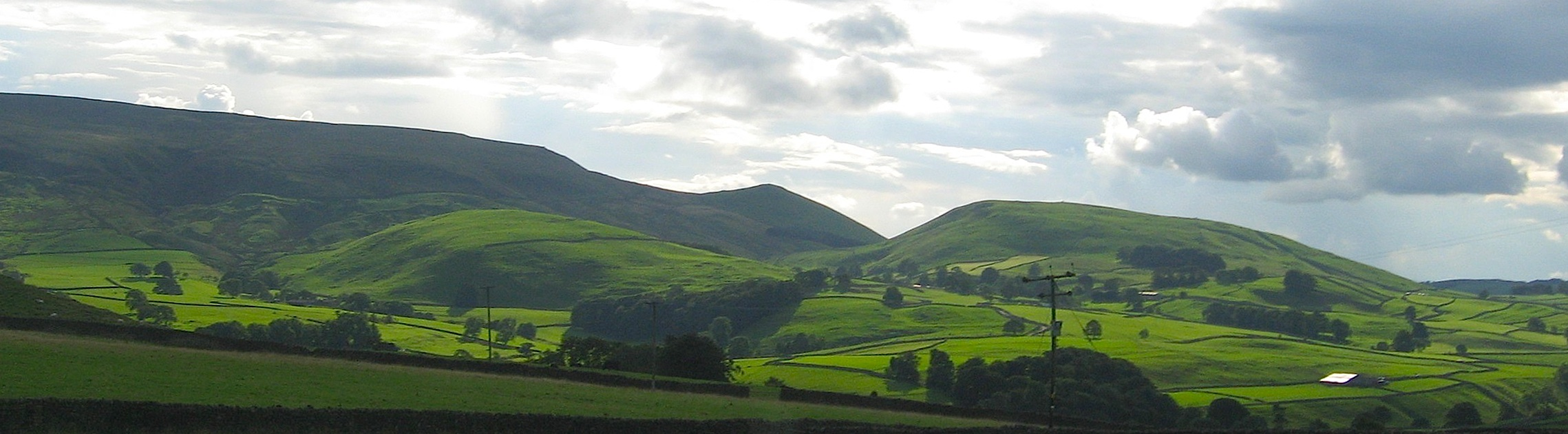
تلال ثورب كايل وستبدن وإلبولتون، مقابل ثورب فيل، من الشمال الشرقي، بالقرب من هيبدن

تقع على الجانب الهابط (شمال) من ميد كرافن خطأ. هناك مجموعة واحدة تقع حول ثورب (سكيلترتون، زبدة هاو، ستيبدين، إلبولتون، ثورب كيل، بنك ميرا وهارتلينغتون كيل)؛ مجموعة واحدة تقع حول ملهام (بيرنز هيل، كاودن، ويدر)؛ ومجموعة حول سيتل (هاي هيل وسكاليبر).
واقترح أحدهما أنه في لانكشاير، يمكن رؤية عقيدات الشعاب المرجانية بين قريتي ورستون ودونهام بالقرب من كليتيرو.

## روابط خارجية
- موقع هيئة المسح الجيولوجي البريطانية، على كروم وباركهاوس وديربيشاير أتولز